# Općina Šentjernej
Općina Šentjernej (slo.: Občina Šentjernej) je općina u istočnoj Sloveniji u pokrajini Dolenjskoj i statističkoj regiji Jugoistočna Slovenija. Središte općine je naselje Šentjernej s 1.349 stanovnika. 

## Zemljopis
Općina Šentjernej nalazi se u jugoistočnom dijelu države i pogranična je s Hrvatskom. Općina obuhvaća južni dio povijesne pokrajine Dolenjske. U južnom dijelu nalazi se planina Gorjanci, a u sjevernom se nalazi ravnica uz donji tok rijeke Krke.
U općini vlada umjereno kontinentalna klima. Rijeka Krka, koja je sjeverna granica općine, je najznačajniji vodotok u njoj. Svi drugi vodotoci su manji i njeni su pritoci.

## Naselja u općini
Apnenik, Breška vas, Brezje pri Šentjerneju, Cerov Log, Čadraže, Čisti Breg, Dobravica, Dolenja Brezovica, Dolenja Stara vas, Dolenje Gradišče pri Šentjerneju, Dolenje Mokro Polje, Dolenje Vrhpolje, Dolenji Maharovec, Drama, Drča, Gorenja Brezovica, Gorenja Gomila, Gorenja Stara vas, Gorenje Gradišče pri Šentjerneju, Gorenje Mokro Polje, Gorenje Vrhpolje, Gorenji Maharovec, Groblje pri Prekopi, Gruča, Hrastje, Hrvaški Brod, Imenje, Javorovica, Ledeča vas, Loka, Mali Ban, Mihovica, Mihovo, Mršeča vas, Orehovica, Ostrog, Polhovica, Prapreče pri Šentjerneju, Pristava pri Šentjerneju, Pristavica, Rakovnik, Razdrto, Roje , Sela pri Šentjerneju, Šentjakob, Šentjernej, Šmalčja vas, Šmarje, Tolsti Vrh, Veliki Ban, Volčkova vas, Vratno, Vrbovce, Vrh pri Šentjerneju, Zameško, Zapuže, Žerjavin, Žvabovo

## Vanjske poveznice
- Službena stranica općine